# 早川眞一郎
早川 眞一郎（はやかわ しんいちろう、1955年 - ）は、日本の法学者。専門は国際私法・民法。専修大学法科大学院教授。東京大学名誉教授、東北大学名誉教授。

## 略歴
- 1978年3月 - 東京大学法学部卒業（1975年10月司法試験合格）
- 1978年4月 - 東京大学法学部助手(学士助手）
- 1982年4月 - 司法修習生（36期）
- 1984年4月 - 弁護士（第一東京弁護士会、長島大野法律事務所（現・長島大野常松法律事務所）)
- 1987年4月 - 関西大学法学部 助教授
- 1992年4月 - 名古屋大学大学院国際開発研究科 助教授
- 1998年4月 - 東北大学法学部 教授（2020年 -  、東北大学名誉教授）
- 2005年4月 - 東京大学大学院総合文化研究科 教授 (2019年 -  、東京大学名誉教授）
- 2019年4月 - 専修大学法科大学院教授（現職）

## 社会活動
- 法務省 法制審議会　国際私法部会幹事（1998年10月 - 2001年1月）、国際私法（現代化関係）部会臨時委員（2003年5月 - 2005年11月）、国際扶養条約部会臨時委員（2004年5月 - 2008年3月）、ハーグ条約（子の返還手続関係）部会臨時委員（2011年7月 - 2012年2月）、総会委員（2013年1月 - 2022年6月）
- 特許庁 工業所有権審議会臨時委員（2006年3月 ｰ 2017年11月）
- 経済産業省　独立法人評価委員会委員（2006年4月 - 2013年11月）
- ハーグ国際私法会議 国際扶養条約プロジェクト 専門家会合委員、特別委員会・外交会期日本代表（1998年 - 2007年）
- 交通事故紛争処理センター[2]　仙台支部審査員（1999年4月 - 2005年3月）、本部審査員（2006年4月 - ）、理事（2010年4月 - ）、理事長（2024年6月-)
- 宮城県労働委員会　公益委員（2002年4月-2004年6月）
- 三菱UFJリース株式会社（旧・ダイヤモンドリース株式会社、現・三菱HCキャピタル株式会社）社外監査役（2006年6月 - 2018年6月）
- 国際私法学会 理事（2009年6月 - 2021年6月、2023年6月 - ）・監事（2021年6月 - 2023年6月）・理事長（2023年6月 - ）
- マンション管理センター マンション管理士試験委員（2013年4月 - ）
- 人事院 国家公務員試験 専門委員（2014年1月 - 2022年11月）法務省 司法試験 予備試験考査委員（2017年7月 - 2018年11月）
- スポーツ仲裁裁判所 CAS（Court of Arbitration for Sport)  仲裁人（mediator）(2015年－）
- 日本税理士会連合会 外部理事（2017年7月 - ）
- アジア国際法学会日本協会[3] 理事（2019年7月 - ）・副理事長（2019年7月 - 2023年6月）
- 国際法学会 理事（2020年6月 - 2022年6月）
- 日本学術会議 連携会員（2020年10月 - ）
- 損害保険料率算出機構　理事（2021年6月 - ）・理事長（2022年6月 - ）
- 公益財団法人日本スポーツ仲裁機構　評議員(2021年6月 - )
- 公益財団法人交通遺児等育成基金　理事（2022年7月 - ）

## 研究テーマ
- 国際私法・国際民事法
- 民法
- 信託法

## 在外研究
- パリ第1大学（1990年 - 1991年）
- ミシガン大学ロースクール客員教授（2000年）